# Albert Dubosc
Pour les articles homonymes, voir Dubosc.
Albert Dubosc est un homme politique français né le 7 mars 1874 à Graville-Sainte-Honorine (aujourd'hui rattaché au Havre, Seine-Maritime) et décédé le 22 novembre 1956 à Nice, dans le département des Alpes-Maritimes.

## Biographie
Il est issu d'un milieu d'industriel (Compagnie Française des Extraits Tannants et Tinctoriaux) au sein duquel il travaille et découvre différents milieux sociaux, « même les plus modestes », précise le Dictionnaire des anciens parlementaires de l'Assemblée nationale.
Membre de la Chambre de commerce du Havre, administrateur du Port autonome, il se tourne vers la politique. Devenu conseiller municipal de Sainte-Adresse, il se fait ensuite élire conseiller général de la Seine-Inférieure en 1922. Enfin, en 1936, et avec le soutien de René Coty, il se présente aux élections législatives comme candidat radical indépendant. Élu, il s'inscrit au groupe de la Gauche démocratique et radicale indépendante.
Le 10 juillet 1940, il vote en faveur de la remise des pleins pouvoirs au Maréchal Pétain. Il disparait ensuite complètement de la scène politique, s'établissant dans la Haute-Garonne puis à Nice où il décède à l'âge de 82 ans. 
En 1946, il fait don :
- du château de Fréfossé, situé à Étretat plus précisément au Tilleul, à la ville du Havre afin que celui-ci soit utilisé « pour des œuvres d'assistance et d'éducation ou d'hygiène de l'enfance et de la jeunesse et présentant un caractère exclusivement désintéressé ».
- de la villa « La Roseraie » à Sainte-Adresse transformée en maternité puis en centre de convalescence et de rééducation.

## Sources
- « Albert Dubosc », dans le Dictionnaire des parlementaires français (1889-1940), sous la direction de Jean Jolly, PUF, 1960 [détail de l’édition]